# Aartsbisdom Lima
Het aartsbisdom Lima (Latijn: Archidioecesis Limana) is een rooms-katholiek aartsbisdom met als zetel Lima, de hoofdstad van Peru. De aartsbisschop van Lima is metropoliet van de kerkprovincie Lima, waartoe ook de volgende suffragane bisdommen behoren:
- Callao
- Carabayllo
- Chosica
- Huacho
- Ica
- Lurín
- Yauyos (territoriale prelatuur)

## Geschiedenis
Het aartsbisdom werd opgericht op 14 mei 1541, als het bisdom Lima, uit delen van het bisdom Cuzco, en was suffragaan aan het aartsbisdom Sevilla. Op 12 februari 1546 werd het verheven tot metropolitaan aartsbisdom, het eerste aartsbisdom in Peru.  
Het verloor meermaals gebied bij de oprichting van de bisdommen Quito (1546), Santiago de Chile (1561), Arequipa (1577), Trujillo (1577), Maynas (1803), Huánuco (1865),  Huaraz (1899), Ica (1946), de territoriale prelatuur Yauyos (1957), Huacho (1958), Lurín (1996), Carabayllo (1996), en Chosica (1996).

## Parochies
Het aartsbisdom had in 2021 een oppervlakte van 639 km2 en telde 2.902.616 inwoners waarvan 78,0% rooms-katholiek was.

## Aartsbisschoppen
- Jerónimo de Loaysa (13 mei 1541 - 25 oktober 1575)
- Diego Gómez de Lamadrid (27 maart 1577 - 13 juni 1578)
- Turibius van Mogrovejo (16 mei 1579 - 23 mei 1606; heilig verklaard in 1726)
- Bartolomé Lobo Guerrero (19 november 1607 - 12 januari 1622)
- Gonzalo del Campo (2 oktober 1623 - 15 oktober 1627)
- Hernando de Arias y Ugarte (29 mei 1628 - 27 januari 1638)
- Pedro de Villagómez Vivanco (16 juli 1640 - 12 mei 1671)
  - Antonio Vigo (hulpbisschop: 10 november 1664 - 30 juli 1666)
  - Blasius de Aguinaga (hulpbisschop: 9 september 1669; niet in bezit genomen)
- Juan de Almoguera (27 november 1673 - 2 maart 1676)
  - Nicolás de Ulloa y Hurtado de Mendoza (hulpbisschop: 8 februari 1677 - 27 november 1679)
- Melchor de Liñán y Cisneros (14 juni 1677 - 28 juni 1708)
  - Francisco Cisneros y Mendoza (hulpbisschop: 12 juni 1702 - 1724)
- Antonio de Zuloaga (11 december 1713 - 21 januari 1722)
- Diego Morcillo Rubio de Auñón de Robledo (12 mei 1723 - 12 maart 1730)
  - Pedro Morcillo Rubio de Auñón (hulpbisschop: 14 februari 1724 - 17 september 1731)
- Juan Francisco Antonio de Escandón (18 juni 1731 - 28 april 1739)
  - Francisco Gutiérrez Galeano (hulpbisschop: 3 september 1738 - 25 januari 1745)
- José Antonio Gutiérrez y Ceballos (14 november 1740 - 16 januari 1745)
- Agustín Rodríguez Delgado (14 juni 1746 - 18 december 1746)
- Pedro Antonio de Barroeta Angel (16 september 1748 - 19 december 1757)
- Diego del Corro (13 maart 1758 - 28 januari 1761)
- Diego Antonio de Parada (25 januari 1762 - 23 april 1779)
- Juan Domingo González de la Reguera (18 september 1780 - 8 maart 1805)
- Bartolomé María de las Heras Navarro (31 maart 1806 - 6 september 1823)
- Jorge Benavente Macoaga (23 juni 1834 - 10 maart 1839)
- Francisco de Sales Arrieta Ortiz (13 juli 1840 - 4 mei 1843)
- Francisco Javier Luna-Pizarro y Pacheco de Chávez (24 april 1845 - 9 februari 1855; hulpbisschop sinds 1 februari 1836)
- José Manuel Pasquel y Losada (28 september 1855 - 15 oktober 1857; hulpbisschop sinds 20 januari 1848)
- José Sebastian Goyeneche y Barreda (26 september 1859 - 19 februari 1872)
  - Pedro José Tordoya Montoya (hulpbisschop: 23 maart 1860 - 17 september 1875)
  - Pedro Ignacio de Benavente y del Castillo (hulpbisschop: 27 maart 1865 - 31 juli 1883)
- Manuel Teodoro del Valle Seoane (4 juni 1872 - 15 november 1872)
- Francisco de Asis Orueta y Castrillón (21 maart 1873 - 25 augustus 1886; hulpbisschop 28 september 1855 - 26 september 1859)
- Manuel Antonio Bandini Mazuelos (27 mei 1889 - 11 april 1898; hulpbisschop sinds 15 mei 1879)
  - José María Carpenter Aponte (hulpbisschop: 4 juni 1891 - 3 juni 1905)
- Manuel Tovar y Chamorro (22 augustus 1898 - 25 mei 1907; hulpbisschop sinds 4 juni 1891)
  - Julian Cáceres Negrón (hulpbisschop: 15 april 1901 - 26 maart 1904)
- Pedro Manuel García Naranjó (16 december 1907 - 10 september 1917)
  - Manuel Segundo Ballón Manrique (hulpbisschop: 11 augustus 1909 - 21 augustus 1923)
  - José Gregorio Castro Miranda (hulpbisschop: 13 november 1917 - 30 januari 1924)
- Emilio Juan Francisco Lissón y Chávez (25 februari 1918 - 3 maart 1931)
- Pedro Pascuál Francesco Farfán de los Godos (18 september 1933 - 17 september 1945)
  - Leonardo José Rodriguez Ballón (hulpbisschop: 30 december 1943 - 6 juli 1945)
- Juan Gualberto Guevara y de la Cuba (16 december 1945 - 27 november 1954; kardinaal in 1946)
  - Federico Pérez Silva (hulpbisschop: 20 september 1946 - 1 mei 1952)
- Juan Landázuri Ricketts (2 mei 1955 - 30 december 1989; coadjutor sinds 18 mei 1952; kardinaal in 1962)
  - Fidel Mario Tubino Mongilardi (hulpbisschop: 11 februari 1956 - 1 februari 1973)
  - José Antonio Dammert Bellido (hulpbisschop: 14 april 1958 - 19 maart 1962)
  - Mario Renato Cornejo Radavero (hulpbisschop: 20 februari 1961 - 7 februari 1969)
  - Luis Armando Bambarén Gastelumendi (hulpbisschop: 1 december 1967 - 2 juni 1978)
  - Germán Schmitz Sauerborn (hulpbisschop: 17 augustus 1970 - 28 november 1990)
  - Augusto Beuzeville Ferro (hulpbisschop: 12 april 1973 - 31 augustus 1990)
  - Alberto Aurelio Brazzini Diaz-Ufano (hulpbisschop: 1 juni 1978 - 29 mei 2001)
  - Alfredo Noriega Arce (hulpbisschop: 26 april 1980 - 26 juni 1993)
  - Javier Miguel Ariz Huarte (hulpbisschop: 26 april 1980 - 30 september 1995)
  - José Hugo Garaycoa Hawkins (hulpbisschop: 16 december 1982 - 6 juni 1991)
  - Héctor Miguel Cabrejos Vidarte (hulpbisschop: 20 juni 1988 - 6 februari 1996)
- Augusto Vargas Alzamora (30 december 1989 - 9 januari 1999; kardinaal in 1994)
  - Oscar Julio Alzamora Revoredo (hulpbisschop: 13 februari 1991 - 20 mei 1999)
  - Norbert Klemens Strotmann Hoppe (hulpbisschop: 19 december 1992 - 11 januari 1997)
- Juan Luis Cipriani Thorne (9 januari 1999 - 25 januari 2019; kardinaal in 2001)
  - Carlos Enrique García Camader (hulpbisschop: 16 februari 2002 - 17 juni 2006)
  - José Antonio Eguren Anselmi (hulpbisschop: 16 februari 2002 - 11 juli 2006)
  - Adriano Tomasi Travaglia (hulpbisschop: 16 februari 2002 - 13 april 2019)
  - Guillermo Martín Abanto Guzmán (hulpbisschop: 30 januari 2009 - 30 oktober 2012)
  - Raúl Antonio Chau Quispe (hulpbisschop: 30 januari 2009 - 4 juli 2019)
- Carlos Gustavo Castillo Mattasoglio (25 januari 2019 - heden)
  - Guillermo Teodoro Elías Millares (hulpbisschop: 13 april 2019 - heden)
  - Ricardo Augusto Rodríguez Álvarez (hulpbisschop: 13 april 2019 - heden)
  - Guillermo Antonio Cornejo Monzón (hulpbisschop: 10 februari 2021 - heden)
  - Juan José Salaverry Villarreal (hulpbisschop: 10 februari 2021 - heden)

## Galerij van afbeeldingen

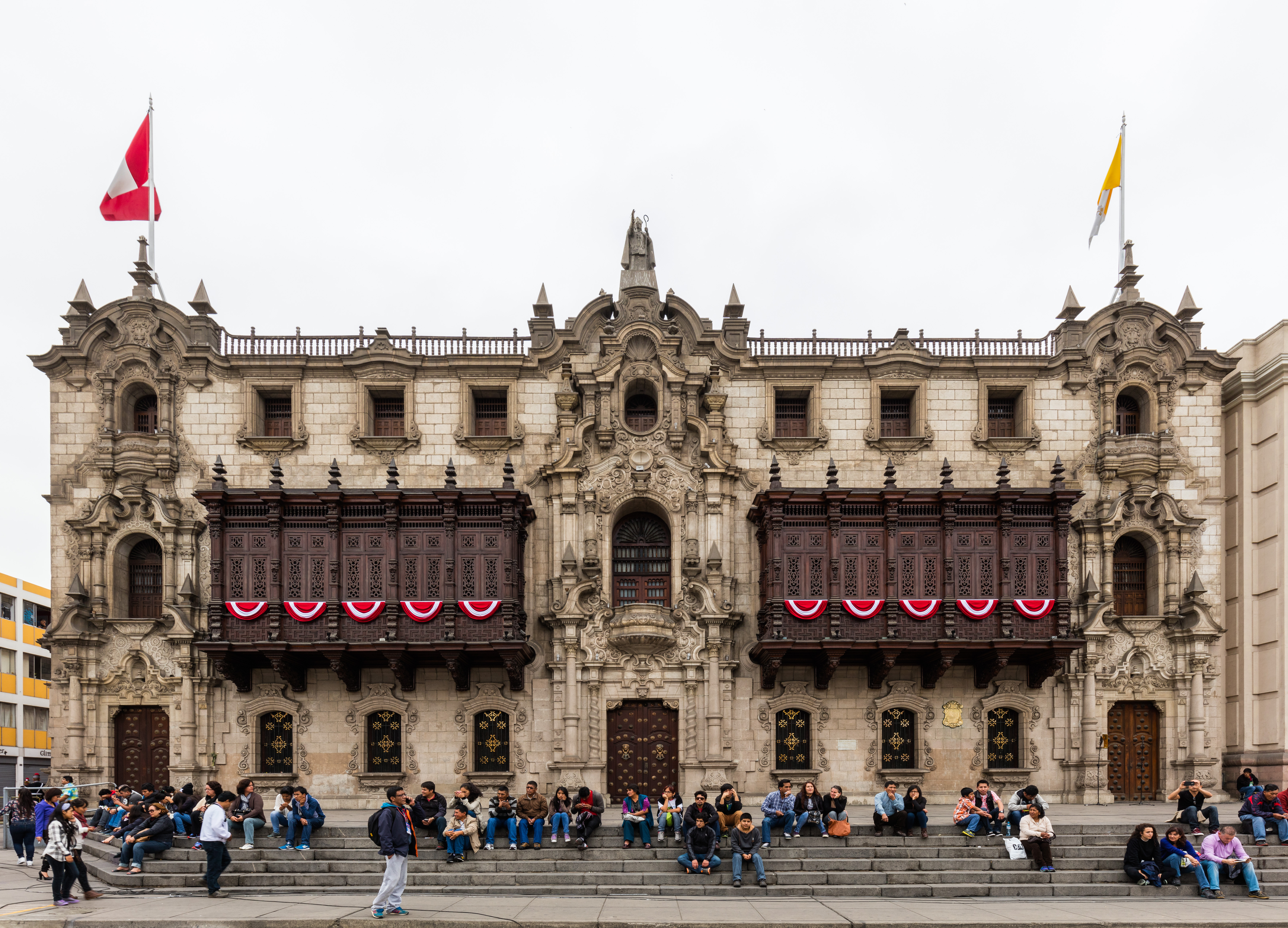
Aartsbisschoppelijk paleis van Lima
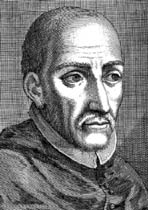
Aartsbisschop Turibius van Mogrovejo (1579-1606), werd heilig verklaard in 1726
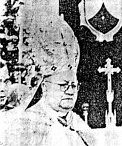
Aartsbisschop Juan Gualberto Guevara (1945-1954), eerste kardinaal in 1946

Lima (aartsbisdom) · Callao · Carabayllo · Chosica · Huacho · Ica · Lurín · Yauyos (territoriale prelatuur)